# Медаль «За спасение жизни на море»
Медаль «За спасение жизни на море» (англ. Sea Gallantry Medal) — официальное название — «медаль Министерства торговли за спасение жизни на море» — награда за храбрость на море в Великобритании и Содружестве наций. Награда была учреждена Законом «О торговом судоходстве» 1854 года, в 1855 году было произведено первое награждение.
Кавалеры медали имеют право использовать после имени аббревиатуру «SGM».
В 1974 году были учреждены степени награды: медаль первой степени сделана из серебра, а медаль второй степени из бронзы. С 1989 года не было произведено не одного награждения.
Кроме того, с 29 ноября 2019 года — на веб-сайт правительства Великобритании отвечающем за присвоение государственных наград, список наград за храбрость сократился всего до трех наград: Крест Георга, Медаль Георга и Медаль Королевы за Отвагу.

## Известные кавалеры медали
- Контр-адмирал Сэр Кристофер Крэдок
- Лейтенант Макс Хортон — позже адмирал сэр Макс Хортон
- Капитан Эдвард Эванс — позже адмирал лорд Маунтэванс
- Лейтенант Фогарти Феген[англ.] — позже капитан, командир судна HMS Jervis Bay
- Лейтенант Джон Джеллико — позже адмирал флота лорд Джеллико